# Michael Weiner

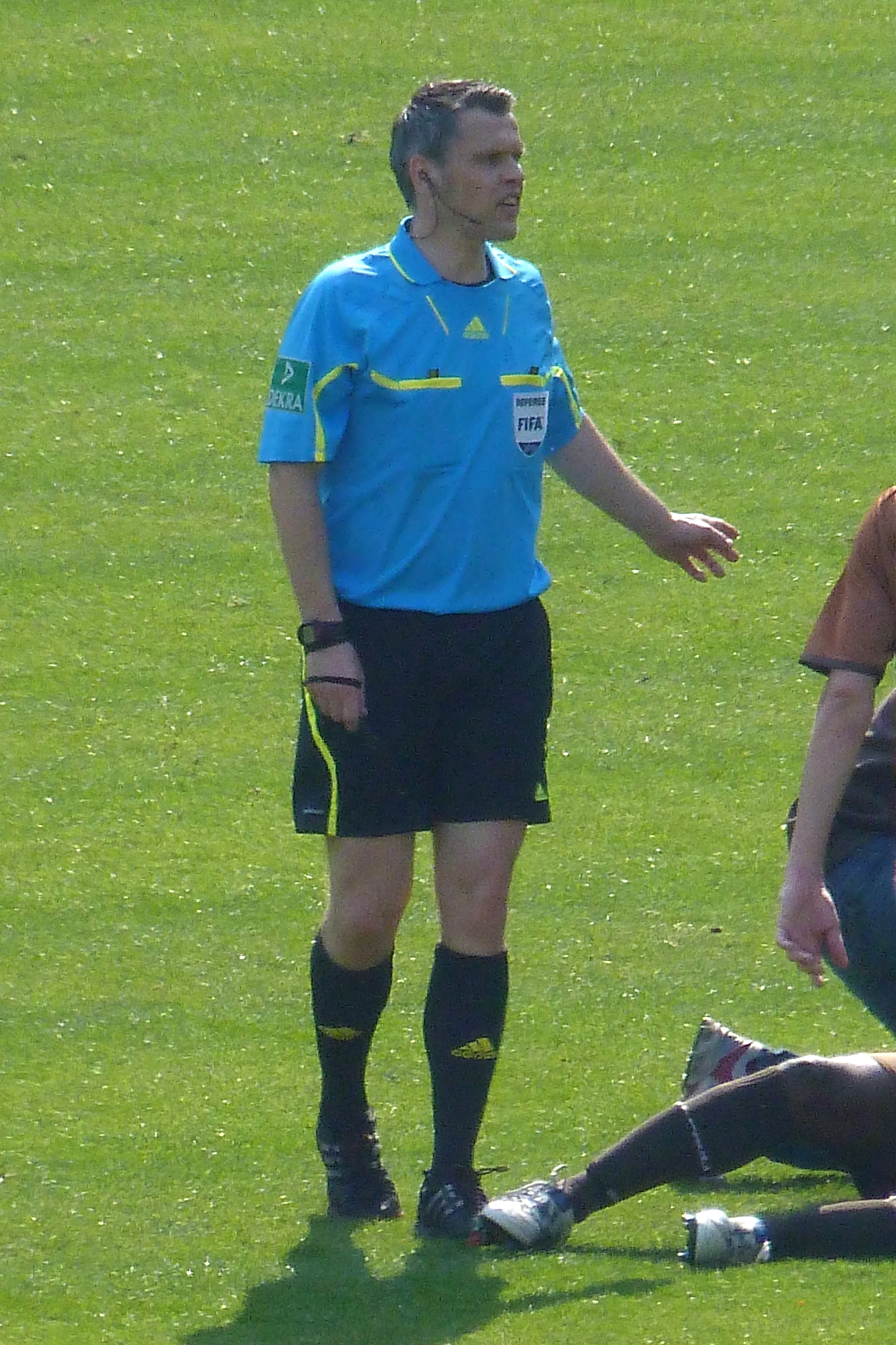
Michael Weiner 2011

Michael Weiner (* 21. März 1969 in Ottenstein) ist ein ehemaliger deutscher Fußballschiedsrichter.

## Fußball
Seit 1993 war er DFB-Schiedsrichter, seit 1995 leitete er Spiele der Zweiten Fußball-Bundesliga. Seine erste Bundesliga-Partie leitete er am 6. November 1998 mit der Begegnung MSV Duisburg gegen den 1. FC Nürnberg. Seit 2002 war Weiner FIFA-Schiedsrichter, in dieser Funktion nahm er an der U-19-Fußball-Europameisterschaft 2003 in Liechtenstein teil.
Am 25. Oktober 2006 brach Weiner das DFB-Pokalspiel Stuttgarter Kickers gegen Hertha BSC ab, nachdem sein Assistent Kai Voss aus Großhansdorf von einem Hartplastikbecher getroffen worden war. Am 26. Mai 2007 leitete er das DFB-Pokalfinale zwischen dem VfB Stuttgart und dem 1. FC Nürnberg (2:3 n. V.).
Weiner schied neben Knut Kircher zum Ende des Jahres 2012 freiwillig als FIFA-Schiedsrichter aus. Als ihre Nachfolger wurden Christian Dingert und Tobias Welz nominiert.
Am 29. März 2014 erlitt Weiner in der 75. Spielminute der Bundesligapartie VfB Stuttgart gegen Borussia Dortmund einen Achillessehnenriss.
Sein Comeback gab er am 6. Dezember 2014 in der 3. Liga beim Spiel Stuttgarter Kickers gegen Wehen Wiesbaden (2:1).
Am 14. Mai 2016 beendete er seine aktive Schiedsrichterlaufbahn.
Von 2017 bis zum Juni 2024 war Weiner Vorsitzender des Schiedsrichterausschusses des Norddeutschen Fußballverbandes und damit zuständig für die Schiedsrichter der Regionalliga Nord.

## Privates
Michael Weiner war bis 2014 Polizeioberrat und leitete das Polizeikommissariat in Holzminden. Zwischenzeitlich leitete er ein Dezernat innerhalb der Polizeidirektion Göttingen. Mittlerweile leitet er die Polizeiinspektion Hildesheim. Er lebt mit seiner Familie in Hasede (Gemeinde Giesen) im Landkreis Hildesheim.